# Caban

El caban o kab'an (chab' en maya clásico) es el décimo séptimo día del sistema calendárico del tzolkin y simboliza a la Tierra.  Otras asociaciones es el color amarillo, el «rumbo sur» y la diosa I o diosa de la sensualidad y el amor. El caban está relacionado con la Tierra debido a una fuerza vital a la que los mayas llamaban «teyola» y pensaban se relacionaba con los movimientos de ésta, como los temblores, o de los seres vivos, como el latido cardiaco y la circulación sanguínea.